# سیارک ۴۲۴۳
سیارک ۴۲۴۳ (به انگلیسی: 4243 Nankivell، نامگذاری:1981GF1) چهار هزار و دویست و چهل و سومین سیارک کشف شده‌است که در ۴ آوریل ۱۹۸۱ کشف شد.
قدر مطلق سیارک برابر ۱۲٫۶۰ است.